# Yoon Sang-hyun
Yoon Sang Hyun (en hangul, 윤상현, nacido el 21 de septiembre de 1973) es un actor y cantante de Corea del Sur.

## Biografía
En noviembre de 2014 y después de salir por ocho meses se comprometió con la cantante surcoreana MayBee. El 8 de febrero de 2015 la pareja se casó y en diciembre del mismo año le dieron la bienvenida a su primera hija, Yoon Na-gyeom. En 2017 anunciaron que estaban esperando a su segundo bebé. Su segunda hija, Yoon Na-on nació en mayo de 2017. En el 2018 le dieron la bienvenida a su tercer hijo, Yoon Hee-sung.

## Carrera
Es miembro de la agencia Ungbin ENS (웅빈이엔에스). Previamente fue miembro de la agencia C-JeS Entertainment (씨제스엔터테인먼트).
En el 2017 apareció como invitado en un episodio de la serie Strong Woman Do Bong-soon.
El 21 de septiembre de 2020 se unió elenco principal de la serie 18 Again (también conocida como "Eighteen Again") donde dio vida a Hong Dae-young de adulto, un hombre que es despedido de su trabajo, acaba de divorciarse y sus hijos lo ignoran, y que, por azares del destino, vuelve a tener su cuerpo de 17 años, pero sin regresar al pasado, por lo que decide cambiar su nombre a "Go Woo-young" para tener una segunda oportunidad en la vida, escondiendo su secreto de sus familiares y allegados. Dicha serie tuvo su final el 19 de noviembre del mismo año. El actor Lee Do-hyun interpretó a Dae-young de joven.

## Filmografía

### Series de televisión
| Año     | Título                                  | Papel                     | Notas         | Canal | Ref.        |
| ------- | --------------------------------------- | ------------------------- | ------------- | ----- | ----------- |
| 2005    | Marrying a Millionaire                  | Yoo Jin-ha                |               | SBS   |             |
| 2006    | Fireworks                               | Kang Seung-woo            |               | MBC   |             |
| 2006    | Common Single                           | Yoon Ji-heon              |               | SBS   |             |
| 2007    | Winter Bird                             | Joo Kyung-woo             |               | MBC   |             |
| 2008    | The Secret of Coocoo Island             | Chairman Yoon             |               | MBC   |             |
| 2008    | One Mom and Three Dads                  | Jung Sung-min             |               | KBS2  |             |
| 2009    | La reina de las esposas                 | Heo Tae-joon / "Tae-bong" |               | MBC   |             |
| 2009    | Por favor cuide de mi preciosa señorita | Seo Dong-chan             |               | KBS2  |             |
| 2010    | Jardin secreto                          | Oska                      |               | SBS   |             |
| 2011    | Can't Lose                              | Yeon Hyung-woo            |               | MBC   |             |
| 2013    | I Can Hear Your Voice                   | Cha Gwan-woo              |               | SBS   |             |
| 2014    | Gap-dong                                | Ha Moo-yeom               |               | tvN   |             |
| 2014    | Pinocchio                               | Cha Gwan-woo              | Cameo, ep. 12 | SBS   |             |
| 2015    | The Time We Were Not in Love            | Él mismo                  | Cameo, ep. 2  | SBS   |             |
| 2016    | My Horrible Boss                        | Nam Jung-gi               |               | jTBC  |             |
| 2016    | Shopaholic Louis                        | Cha Joong-won             |               | MBC   |             |
| 2017    | Ms. Perfect                             | Koo Jung-hee              |               | KBS2  |             |
| 2017    | Strong Woman Do Bong-soon               | Charles Go                | Cameo, ep. 8  | jTBC  |             |
| 2018    | Hold Me Tight                           | Kim Do-young              |               | MBC   |             |
| 2018    | My Secret Terrius                       | Yoo Ji-sub                |               | MBC   |             |
| 2020    | 18 Again                                | Hong Dae-young            |               | jTBC  |             |
| 2024    | Perfect Family                          | Choi Hyun-min             |               | KBS2  | [ 7 ] [ 8 ] |
| 2024-25 | Namib                                   | Shim Jun-seok             |               | ENA   | [ 9 ]       |

### Películas
| Año  | Título            | Hangul       | Personaje  | Ref.          |
| ---- | ----------------- | ------------ | ---------- | ------------- |
| 2006 | Sunday Seoul      | 썬데이 서울  | -          |               |
| 2012 | Vocal Clinic      | 음치클리닉   | Shin-heung |               |
| 2014 | A Dynamite Family | 덕수리 5형제 | Soo-kyo    |               |
| 2019 | Miss & Mrs. Cops  | 걸캅스       | Ji-chul    | [ 10 ] [ 11 ] |

### Programas de televisión
| Año             | Título                         | Notas                   |
| --------------- | ------------------------------ | ----------------------- |
| 2015            | Law of the Jungle in Yap       | (ep. 166-170) - miembro |
| 2020            | Knowing Bros (Ask Us Anything) | (ep. 246) - invitado    |
| 2021 - presente | The Return of Superman         | miembro                 |

### Presentador
| Año  | Título                      | Notas          |
| ---- | --------------------------- | -------------- |
| 2019 | Soribada Best K-Music Award | co-presentador |

## Premios
- 2009 KBS Drama Awards: Mejor Pareja con Yoon Eun Hye (My Fair Lady)
- 2009 KBS Drama Awards: Premio de Popularidad (My Fair Lady)
- 2009 MBC Drama Awards: Premio a la Excelencia Top Male (Queen of Housewives)
- 2006 SBS Drama Awards: Premio a la Nueva Estrella